# Денисултанов Артур Абдуллаєвич
Артур Абдуллаєвич Денисултанов (нар.. 5 вересня 1967 року, Гудермес, Чечено-Інгушська АРСР, Російська РФСР, СРСР)  — російський та український злочинець, який звинувачувався українськими правоохоронними органами у замаху на вбивство 1 червня 2017 року учасників Євромайдану та бойових дій на сході України Аміни Окуєвої та Адама Осмаєва. Відомий під рядом інших імен та прізвищ завдяки величезній кількості фальшивих паспортів та кількох випадках офіційної зміни прізвища. У кримінальних та навколокримінальних колах фігурує під прізвиськом «Дінго».

## Початок кримінальної кар'єри
Артур Абдуллаєвич Денисултанов народився 5 вересня 1967 року в чеченському місті Гудермесі. Його сім'я входила в тейп Ялхой, один із найбільших у Чечні: до цього клану входив Юсуп-Хаджі Темірханов, засуджений за вбивство полковника Юрія Буданова. Дядько Артура, Султан Денисултанов, працював слідчим Гатчинського МВС, а потім виїхав до Фінляндії, очоливши якусь колекторську організацію. Родичі Денисултанова проживають у Курчалої. Закінчивши школу, у 17-річному віці Денисултанов поїхав на певний час до Ленінграда. У 1990 році він отримав свій перший тюремний термін, коли суд Чечено-Інгушської АРСР засудив його до двох років за здирство, але в лютому 1991 року вийшов на свободу за амністією, оголошеною Джохаром Дудаєвим. Після розпаду СРСР він остаточно переїхав до Петербурга і зайнявся підприємницькою діяльністю, відкривши перші кіоски на Московському вокзалі, а також примудрився відзначитися конфліктом з «казанськими». Денисултанов з'являвся у одному з випусків програми Олександра Невзорова «600 секунд», присвяченому серії викрадень автомобілів у Петербурзі: за словами Невзорова, Денисултанов належав до якогось злочинного угруповання, а ще через півроку «перекинувся» до іншого. Також Невзоров говорив, що Денисултанов працював перекладачем з чеченської та на чеченську під час зйомок фільму «Чистилище».
У 1998 році у складі банди він планував викрасти директора Колпінського харчового комбінату, проте злочинці викрали лише водія директора, вимагавши викуп у розмірі 300 тисяч доларів. Дружина викраденого звернулася до РУБОЗу, і правоохоронці спробували заарештувати «Дінго» в момент передачі частини викупу, проте він протаранив автомобілем «Мерседес» дві міліцейські машини та втік. Денисултанов намагався знайти притулок у Харкові, проте його депортували звідти, а пізніше екстрадували до «Хрестів». Пізніше Артура звільнили в обмін на рядового термінової служби Збройних сил Російської Федерації Сергія Леонтьєва що знаходився в чеченському полоні, викраденого в квітні 1998 року в Назрані: за викуп Сергія батько Артура заплатив 6 тисяч доларів США. У присутності журналістів та депутатів Держдуми Леонтьєв та Денисултанов зустрілися зі своїми батьками у Петербурзі. Артур, звільнений під підписку про невиїзд, спробував виїхати до Чечні, проте його затримали на Казанському вокзалі співробітники ФСБ та відпустили лише після втручання депутата Держдуми Юлія Рибакова. У 1999 році, за словами Артура, його затримали в центрі Санкт-Петербурга, привезли до відділку міліції, поклали на стіл автоматичний пістолет Стечкіна і пригрозили Артуру кримінальним переслідуванням за незаконне зберігання зброї, хоча сам Артур зброї не мав. Врятувало його своєчасне втручання друзів, які за дві години після дзвінків зажадали від міліції припинити спроби сфабрикувати кримінальну справу. За заявою Денисултанова від 2001 року, у Чечні він пробув недовго, оскільки через військову розруху просто не міг займатися бізнесом, і змушений був повернутися до Петербурга.
У 2001 році Артур Денисултанов одружився з сестрою Кіяма Курмакаєва, гатчинського бізнесмена, і взяв її прізвище, проте родичі дружини стали подавати скарги в прокуратуру, звинувативши Артура та його дядька у здирництві, розбійному нападі, підпалі будинку, викрадення машини і навіть брата Кіяма. У даній справі було засуджено трьох людей, які не мали відношення до Артура. Надалі Денисултанов при вступі до шлюбу спеціально змінював своє прізвище на прізвище дружини, щоб уникнути кримінального переслідування: у серпні 2008 року він змінив своє прізвище на Цебро, а через рік змінив прізвище у паспорті на Крінар. Згідно з інтерв'ю 2017 року, в Артура проживало двоє синів у Чечні; там же жили батьки, брати, сестри та племінники. Сам він захоплювався шахами та займався спортом, а також не палив і не пив.

## Справа про вбивство Умара Ісраїлова
Наступна гучна кримінальна справа, в якій фігурував Денисултанов, була пов'язана з убивством Умара Ісраїлова, колишнього охоронця голови Чеченської Республіки Рамзана Кадирова. Наприкінці 2004 року Ісраїлов утік до Австрії з сім'єю і попросив політичний притулок, оскільки, за його словами, змусили в 2003 році перейти на бік федеральних військ під тортурами, які організувала охорона чинного голови Чечні Ахмата Кадирова. Пізніше у західній пресі з'явився матеріал такого змісту: у 2008 році Денисултанов в'їхав на територію Австрії під ім'ям Артура Курмакаєва та зустрівся з Ісраїловим. Він представився як людина Магомеда Даудова, яка на той момент була відповідальною за внутрішню безпеку Чеченської Республіки, і заявив, що Даудов вимагав від Ісраїлова повернення до Чечні та відкликання позову до Європейського суду з прав людини за фактом тортур, поданого раніше: у разі відмови Ісраїлова загрожували смертю. Стверджувалося, що Денисултанов за гонорар у 100 тисяч доларів мав переконати Ісраїлова виконати вимоги, а в разі провалу — вбити його.
10 червня 2008 року Курмакаєв з'явився в поліцейський відділок Відня, переказавши поліцейським те саме, що він заявив Ісраїлову, і додавши, що той перебуває в серйозній небезпеці. Виступаючи в департаменті поліції із захисту конституції та протидії тероризму, Курмакаєв, згідно з матеріалами газети Нью-Йорк таймс, заявив про наявність у Рамзана Кадирова списку з 300 представників чеченської діаспори, які нібито становили загрозу Кадирову і повинні були бути знищені (50 з них нібито в Австрії). Він також попросив політичний притулок, але отримав відмову і Артура депортували з Австрії. 13 січня 2009 року Умар Ісраїлов був застрелений на порозі свого будинку, внаслідок чого Денисултанова-Курмакаєва стали підозрювати у скоєнні вбивства, а в пресі взагалі охрестили «кілером Кадирова». Артур не визнавав себе винним у вбивстві Ісраїлова і говорив, що є не «кілером», а лише «переговорником».
11 лютого 2009 року Артур дав інтерв'ю «Новій газеті», заявивши, що його показання австрійської поліції було підроблено та перероблено. Зокрема, в Австрію він вирушив у пошуках свого зниклого дядька, який опинився в таборі для біженців, а з Ісраїловим зустрівся лише двічі чи тричі, який і розповів йому про якісь «списки смертників». Ісраїлову, за словами Артура, загрожували ваххабіти, а сам Умар убив двох співробітників ФСБ, втікши з Чечні, проте пізніше висловив своє каяття за втечу і скоєні вбивства. Пояснюючи свою присутність в Австрії, Курмакаєв зізнався у тому, що перейшов українсько-словацький кордон, давши хабар прикордоннику у розмірі 500 євро, після чого був депортований до табору біженців та отримав там тимчасовий паспорт, звідки й вирушив до Австрії. Також він відкинув звинувачення у співпраці зі спецслужбами, заявивши, що твердженням Ісраїлова про розстрільні списки не вірить. Зрештою, перед австрійським судом у справі про вбивство Ісраїлова постали троє інших чеченців — Руслан Еділов (проживав під ім'ям Отто Кальтенбруннера), Муслім Дадаєв і Турпал-Алі, які отримали строки від 16 років в'язниці до життя Австрійською прокуратурою було встановлено лише той факт, що Денисултанов в'їхав під прізвищем «Курмакаєв» у країну.

## Справа про шахрайство в Одинцовому. Втеча до України
У 2010 році Денисултанов, який за паспортом вже значився як Крінарі, приїхав до Одинцово «разом з німцями робити бізнес» з місцевими жителями, проте останні вирішили «збити грошей» з нього. Він стверджував, що поліція піддавала його катуванням та била, а коли було встановлено, що до німців Артур не мав відношення, проти нього порушили кримінальну справу, щоб не відповідати за жорстоке поводження. Денисултанова звинуватили в шахрайстві: потерпілою виявилася Людмила Никифорова, з якою Крінарі нібито познайомився через шлюбне агентство «Вищий світ», представившись як австрійський бізнесмен, а після знайомства вкрав у неї суму у розмірі 7 мільйонів рублів. Сам Артур стверджував, що йому «підсунули місцеву повію», яка написала заяву в поліцію; йому також висунули звинувачення у примусі свідків до надання неправдивих показань . На допитах Денисултанов стверджував, що перебував на похороні в Чечні з 24 грудня 2009 по 9 лютого 2010 року з п'ятиденною перервою, і навіть висловив готовність привести жителів села для підтвердження даних ним свідчень. Однак у березні 2011 року його було засуджено Одинцовським міським судом на вісім років ув'язнення за крадіжку в особливо великих розмірах. За його словами, він вийшов на волю через «півтора-два роки» після того, як було встановлено хід справжніх подій; за іншою версією, його звільнили умовно-достроково 5 червня 2014 року. Покарання він відбував у колонії Сегежі в 2011—2012 роках і бачився з Михайлом Ходорковським, а пізніше був переведений до колонії в Княжево (Волосовський район), відбувши в результаті половину терміну.
Після звільнення Крінарі очолив московське ЗАТ «Міжнародний інститут геоінформатики», яке займалося розробкою низки продуктів (у тому числі пристрої «СпасМіг» для порятунку з висотних будівель), однак був звільнений з посади директора через фінансові суперечки: Артур стверджував, що йому погрожували порушенням кримінальної справи, а всі його рахунки заарештували. Щоб уникнути переслідувань з боку ФСБ, Артур наприкінці травня 2015 року виїхав  до Білорусії, звідки пройшов 30 кілометрів пішки, нелегально перейшовши українсько-білоруський кордон та опинившись в Україні: у Києві він винайняв квартиру в престижному районі Печерська. Через свого знайомого Артур звернувся 19 серпня 2015 року до Служби безпеки України, надавши свідчення та представивши свій російський паспорт. Після цього його направили до міграційної служби, проте там Артуру не змогли допомогти. Після повернення в СБУ йому дали вказівку дістати український паспорт в Одесі і легалізуватися: в Одесі він придбав паспорт на ім'я Олександра Вінустовича Антипова у якогось азербайджанця на Привозі за 500 доларів (з'ясувалося, що власника паспорта було вбито), після чого оформив фіктивний шлюб з Катериною Дакар, змінив прізвище та отримав офіційний документ на ім'я Олександра Вінустовича Дакара у 2016 році разом з біометричним паспортом та водійськими правами.
Пізніше Служба безпеки України (за одними даними, восени 2015 року, за іншими — навесні 2016 року) дала йому завдання вийти на зв'язок із колишніми депутатами Державної думи Російської Федерації Іллею Пономарьовим та Денисом Вороненковим, щоб з'ясувати, чи не ведуть вони якусь «подвійну гру». Свою справжню особистість Денисултанов не розкривав, щоб не нариватися на звинувачення у роботі на Рамзана Кадирова, про яку не йшлося. З Пономарьовим він вів переговори про закупівлю медичного обладнання для державного підприємства, причому Пономарьов обіцяв знайти дешеве обладнання та поділити прибуток, проте пізніше перестав виходити на зв'язок. У лютому 2017 року він зустрівся востаннє зі співробітниками СБУ: вони надіслали йому стажерів, яких Артур Крінарі навчав особливостям конспірації, займаючись із ними в кафе на розі, де обідали співробітники СБУ. Пізніше йому сказали, що може займатися чим завгодно легальним, але якщо Службі знадобляться послуги Артура, йому зателефонують . Серед нових знайомих були депутат Верховної ради України Олег Ляшко та режисер програми «Шустер Live» Павло Єлізаров.

## Замах на Окуєву

### Перестрілка на Подолі
1 червня 2017 року Аміна Окуєва та Адам Осмаєв знаходилися в автомобілі Nissan Terrano по вулиці Кирилівській на Подолі в Києві, коли до них підійшов чоловік, який представився журналістом французької газети Le Monde Алексом Вернером. За словами Окуєвої, вона раніше зустрічалася з цією людиною тричі, і ці зустрічі їй вкрай не подобалися: «Вернер» ставив їй питання про корупцію в Україні та записував відеоінтерв'ю на смартфон. Втім, перед четвертою зустріччю він запропонував їй укласти контракт про ексклюзивне інтерв'ю, за яким Окуєва та Осмаєв отримають 25 тисяч євро за серію інтерв'ю, і навіть пропонував їй зустрітися у Парижі. Незважаючи на те, що Осмаєва було оголошено в розшук Інтерполом, «Вернер» у результаті домовився з Окуєвою про зустріч 1 червня в консульстві Франції, де і планувалося укласти контракт. Всі бесіди Вернер вів вільною російською мовою з легким «західним» акцентом.
За словами Аміни, на зустрічі на Подолі «Вернер» попросив обох попозувати для світлини, а також заявив, що привіз парі якийсь подарунок: він сів у машину і поставив чорний поліетиленовий пакет, звідки дістав червону оксамитову коробку, готуючись вручити цей подарунок. Аміна приготувалася зафільмувати момент вручення подарунка, але в цей момент співрозмовник витяг з коробки австрійський пістолет Glock 34 і вистрілив в Осмаєва. У відповідь на це Окуєва вихопила пістолет Макарова і зробила чотири постріли у нападника, який випав із автомобіля. Поранений Осмаєв виліз з машини і вистрілив також кілька разів по ногах вбивці, що не виконав замовлення. Осмаєв та лже-журналіст. Поліція затримала нападаючого завдяки своєчасній допомозі Окуєвої: у нього було вилучено документи на ім'я Дакара Олександра Вінустовича, 1958 року народження, уродженця Одеси. Проте пізніше слідство встановило справжнє ім'я затриманого — Артур Абдуллаєвич Денисултанов.

### Початкові показання Крінарі
На місці злочину поліція виявила три пістолети в машині: два пістолети Макарова, які належали Адаму та Аміні, та австрійський пістолет Glock 34. На всіх трьох пістолетах знайшли сліди ДНК Осмаєва. За версією слідства, Крінарі приніс «Glock», діставши його зі сміттєвого бака на одному з київських ринків, де лагодив взуття, а коробку купив у торговому центрі неподалік готелю «Либідь». Проте взуттьовець заявив слідству, що не пам'ятав клієнта, схожого на Крінарі, а перевірка показала, що в магазині не продавалися подібні коробки і такі упаковки припинили продаватися п'ять років тому. Один із поліцейських, який був свідком у справі, заявив, що почув кілька пострілів усередині машини, коли поранений кілер уже лежав на траві. Показання поліцейського підтверджували кілька людей: вони стверджували, що почули спочатку кілька пострілів поспіль, потім ще пару пострілів, коли Денисултанова вже не було в машині, і ще «три-чотири постріли», які зробив Осмаєв у Артура, що лежав на траві. Сам Осмаєв наполягав на тому, що поліція вкрай неточно описала події, що відбулися.
Згідно з інтерв'ю Крінарі виданню «Страна.ua» від 2017 року, події 1 червня 2017 року розгорталися таким чином. Від імені журналіста Алекса Вернера взяти інтерв'ю у Окуєвої та Осмаєва про чеченську діаспору, про яку збирався писати книгу (раніше він випустив книгу про чеченські війни і про відновлення зруйнованого господарства в республіці) . Контакти Окуєвої Денисултанов отримав у редакції програми Шустер Live. За його версією, Осмаєв та Окуєва зустрілися з ним біля цирку та поїхали до французького консульства, а потім на Подолі сіли поговорити в машину. Осмаєв показав «Вернеру» коробку з пістолетом «Glock», і той узяв у його руки, але необережно вистрілив, хоча Осмаєв намагався вибити у Денисултанова зброю з рук. Аміна ж у стані істерики вистрілила в Артура шість разів, намагаючись тричі потрапити в потилицю, а Осмаєв потім випустив ще вісім куль у пораненого зі свого пістолета Макарова. Лікарі насилу врятували життя Денисултанову: він говорив, що прийшов без зброї на зустріч, а його свідчення міг підтвердити співробітник безпеки Тярбей Арканія, який викликав на місце інциденту поліцію і дав відповідні свідчення слідству. Окуєва назвала розповідь Крінарі «душевною виставою одного актора», звинувативши його у «відвертій брехні».
Надалі Артур стверджував, що на допитах його піддавали тортурам, але давати свідчення він відмовився навідріз, а його адвокат Олексій Крюк 10 липня 2017 року заявив, що його підопічний був визнаний потерпілим в рамках нової кримінальної справи, порушеної за фактом перестрілки на Подолі. З серпня 2017 року Денисултанов, за його словами, перебував у списках на обмін з боку ДНР: його батько, брати та дядьки нібито приїжджали до Донецька, подавши відповідну заяву.

### Після вбивства Окуєвої. Зміна показань
Аміну Окуєву було вбито 30 жовтня 2017 року в районі селища Глеваха в Київській області, коли її автомобіль Nissan Terrano, в якому знаходилися Аміна та її чоловік, був обстріляний невідомими особами на залізничному переїзді. У листопаді 2017 року кримінальну справу за фактом замаху на Окуєву та Осмаєва фактично було призупинено: причинами були не лише смерть Окуєвої, а й висновки експертизи, які не дозволяли надати виразних доказів винуватості Денисултанова . Водночас у січні 2018 року Денисултанов в інтерв'ю виданню «Кавказ. Реалії» несподівано заявив, що на тій зустрічі на Подолі звернувся до Адама Осмаєва чеченською мовою з проханням обговорити одну справу: після цього Окуєва спробувала застрелити Крінарі, а в боротьбі за пістолет «Глок», який належав Осмаєву[що?]. На судовому засіданні Шевченківського районного суду від 17 квітня 2018 року Артур Крінарі зробив ще одну заяву, сказавши, що Окуєву «курувала» якась людина з Ради і що її вбивство мало фінансове підґрунтя: її ліквідували «куратори», які привласнили чужі кошти. Ім'я замовника він відмовився назвати, заявивши, що зробить це лише на території Росії чи будь-якої іншої європейської країни. Також він зробив кілька навколополітичних заяв, пригрозивши, що незабаром «народ тут вийде з вилами» і «російська влада наведе тут порядок», а організатори вбивства постануть перед судом. У червні 2019 року Крінарі на черговому судовому засіданні зробив ще одну заяву, звинувативши Окуєву та Осмаєва в роботі на спецслужби Росії та їхню причетність до вбивств журналіста Павла Шеремета та учасника війни на сході України, бійця чеченського добровольчого батальйону Тимура Махаурі (обидвоє були підірвані у власних автомобілях).
17 жовтня 2019 року телеканалом «Настоящее время» були опубліковані матеріали з фрагментами інтерв'ю Денисултанова, в якому була представлена абсолютно інша версія розвитку подій на Подолі, яка частково збігається з його свідченнями від квітня 2018 року: цю версію він розповів вже після смерті Окуєвої. Крінарі заявив, що навесні 2017 року деякі «авторитетні спонсори російської опозиції» попросили його передати попередження Окуєвій та Осмаєву, які нібито займалися відмиванням грошей під дахом високопоставлених українських осіб. Частина грошей, що поставлялися з Росії, повинна була піти на підтримку українських воєнізованих формувань, зібраних з чеченців, проте кошти з останніх трьох конвертацій у розмірі 2,7 млн доларів США безвісти зникли. Крінарі повинен був не тільки домогтися пояснень від Аміни та Адама, але й змусити їх повернути борг. Для цього Крінарі за фальшивим паспортом заселився в київський готель «Либідь», а потім вийшов на зв'язок з Окуєвою, спочатку вирішивши використати легенду французького журналіста, щоб розговорити її: від Осмаєва вона старанно приховувала факт подібної схеми та боргу, що накопичився. Під час розмови він згадав про борг, і Окуєва промовилася йому про Сергія Коротких на прізвисько «Боцман» — білоруського бійця полку «Азов», який на той момент був керівником відділу охорони стратегічних важливих об'єктів МВС України і міг вирішити «будь-яку проблему».
На зустрічі 1 червня 2017 року Денисултанов мав вирішити питання з Окуєвою та Осмаєвим про передачу грошей, однак несподівано перейшов на чеченську: обидва здогадалися про підставу, і в результаті почалася стрілянина. Осмаєв вистрілив у Денисултанова, який впав непритомний. Одна з куль пройшла через плече Артура і застрягла в шиї біля артерії. Сам Артур запевняв, що на зустріч прийшов беззбройним, а слідство спочатку намагалося переконати його в тому, що саме він зробив перший постріл: наявність пістолета Glock в машині він пояснив тим, що Осмаєв нібито дістав його з багажника, а відбитків Артура на зброї не було знайдено. Денисултанов стверджував, що відеозаписи його зустрічі з Окуєвою нібито потрапили в об'єктиви камер відеоспостереження готелю «Либідь», а бесіди він також записав на телефон і зберігав у себе. Прокуратурі він готовий був їх передати тільки в обмін на зміну запобіжного заходу, а в разі звільнення міг розповісти і про зв'язок «Боцмана» з замахами на Шеремета та Махаурі. Мати Аміни Окуєвої, коментуючи заяви Крінарі про відмивання Аміної та її чоловіком грошей, публічно звинуватила його у брехні.

## Визволення
29 грудня 2019 року Денисултанову змінили запобіжний захід, звільнивши його з-під варти під особисте зобов'язання та передавши представникам ДНР у рамках процедури обміну полоненими. За однією версією, з Денисултанова нібито було взято зобов'язання приїхати 7 квітня 2020 року до Подільського суду Києва, а нез'явлення могло стати приводом для оголошення його у всеукраїнський розшук. За іншою версією, з нього було знято всі звинувачення за три доби до звільнення, а за словами журналістки Катерини Сергацкової, Денисултанов збирався після потрапляння на територію ДНР відправитися назад до Росії.
2 січня 2020 року Артур Денисултанов дав інтерв'ю порталу «Страна.ua», в якому повторив свою версію від 2019 року про стрілянину на Подолі, додавши кілька деталей. За його словами, операції з відмивання грошей курирували люди голови МВС України Арсена Авакова, а «Боцман» був посередником; на зустрічі 1 червня 2017 року Осмаєв справив на Артура настільки неприємне враження, вихваляючись своїм фінансовим становищем та впливом, що Артур ненароком перейшов на чеченську та звинуватив Осмаєва у зарозумілості, розкривши свою особистість. Також, за словами Денисултанова, зброя, з якої в нього стріляли, була «переробкою» з травматичного і часто давала осічки, що врятувало Денисултанову життя. Щодо вбивства Окуєвої він заявив, що його організатором був Сергій «Боцман» Коротких з полку «Азов», зазначивши, що його угруповання було причетне до вбивств Шеремета та Махаурі. За версією Денисултанова, Шеремет дізнався, що Окуєва мали контакти з особами, підозрюваними в убивстві Бориса Нємцова, і випадково проговорився «Боцману» про це, а той вирішив позбутися неугодних свідків.

## У культурі
- 2001 року Денисултанов разом із Денисом Терентьєвим випустив книгу «Клятва на Корані. Доля чеченця»: Артур став зразком головного героя, якого також звали Артуром Д. і який носив з собою пістолет марки «Glock»[4][8].
- У романі Андрія Константинова «Бандитський Петербург. 25 років потому» згадується, що Денисултанов входив до якогось чеченського злочинного угруповання Джапара Улхаєва, учасники якого звинувачувалися у вбивствах, викраденнях людей та здирстві. Константинов писав, що Денисултанов нерідко з'являвся на телеекранах і, за іронією долі, розповідав про важливість боротьби з організованою злочинністю[4].